# Carlo Fiorentino di Salm
Carlo Fiorentino di Salm, vilgravio e renegravio di Dhaun-Neufville (14 gennaio 1638 – 4 settembre 1676), era un generale di fanteria e inviato della repubblica delle Sette Province Unite.

## Biografia
Carlo Fiorentino era il primo figlio del vilgravio e renegravio Federico Magnus di Salm-Dhaun-Neufville (1605-1673) e sua moglie Marguerite Thésart (Taisart, Tissart, dame des Essars et de Lasson, baronne de Tournebu, 1619-1670).
Come suo padre, che fu governatore di Sluis (1642), di Maastricht (1648) e dal 1665 generale di cavalleria, intraprese la carriera militare, nel corso della quale Guglielmo III d'Orange lo nominò luogotenente generale (luitenant-generaal) nel 1674, durante la guerra olandese-francese.
Il 14 dicembre 1657, Carlo Fiorentino sposò a Maastricht Marie Gabrielle de Lalaing (1640-1709 circa), figlia del conte di Hoogstraeten e Hornes († 1643) e Isabelle de Ligne (1623-1678). Marie Gabrielle ha dato alla luce sei figli:
- Federico II Carlo Magnus (1658-1696)

∞ Brigitte Louise de Rubempré († 15 agosto 1730)
- Albertina Isabella († 29 gennaio 1715)

∞ Charles Frederic de Spinola, conte di Bronay († 1709)
- Guglielmo Fiorentino (1670-1707)

∞ contessa Maria Anna di Mansfeld, principessa di Fondi (1680-1723), furono i genitori di Nicola Leopoldo di Salm-Salm
- Enrico Gabriele (1674-1716)

∞ Marie Therese de Croy, marchesa de Warnecq († 18 giugno 1713), furono i genitori di Giovanni Domenico e Filippo Giuseppe di Salm-Kyrburg
- Maria Margherita
- Clara Eleonora Carlotta († 14 luglio 1700)

∞ Maximilian Albert de Merode, conte di Merode-Montfort (1662-1716)
Nel 1659, Carlo Fiorentino si convertì alla fede cattolica. Morì tre settimane dopo essere stato ferito nell'assedio di Maastricht nell'agosto 1676.
Carlo Fiorentino, insieme a suo padre, è considerato il fondatore della linea "fiamminga" o della linea Neufville del casato di Salm, nota come "Rheingrafen von Salm". Il suo secondo figlio maschio, Guglielmo Fiorentino, fondò il ramo di "Salm-Hoogstraeten" sulla base dell'eredità materna di Hoogstraeten, da cui nacque il casato di Salm-Salm, elevato al rango principesco dall'imperatore Carlo VI il 14 gennaio 1739. Il terzo figlio di Carlo Fiorentino, Enrico Gabriele, fondò il ramo "Salm-Leuze", dal quale fu costituito il casato di Salm-Kyrburg il 21 febbraio 1743 dall'imperatore Carlo VII Una statua con l'immagine di Carlo Fiorentino fu realizzata dallo scultore fiammingo Pieter Scheemaeckers (1640-1714). Domina una tomba barocca nella Sint-Catharinakerk (Chiesa di Santa Caterina) di Hoogstraten
Dal suo titolo nobiltiare, Rheingraf, preso il nome un tipo di pantaloni popolare fino al XVIII secolo chiamato Rheingrafenhose. Si racconta che Carlo Fiorentino soggiornò alla corte di Luigi XIV come inviato degli Stati Generali intorno al 1660 e fece scalpore con i suoi abiti a forma di gonnella. Fu così che l'uso di quel tipo di pantalone divenne una tendenza di moda Luigi XIV indossava Rheingrafenhose nelle occasioni cerimoniali.